# Simione Kuruvoli
Pas d'image ? Cliquez ici

a Compétitions nationales et continentales officielles uniquement.

b Matchs officiels uniquement.
Dernière mise à jour le 14 février 2025.
Simione Kuruvoli, né le 2 janvier 1999, est un joueur international fidjien de rugby à XV qui évolue au poste de demi de mêlée aux Fijian Drua en Super Rugby.

## Biographie
Simone Kuruvoli joue avec l'équipe des Fidji des moins de 20 ans en 2018 et 2019. En 2019 et également en 2020, il joue avec les Fiji Warriors,.
En 2022, il intègre l'équipe des Fijian Drua pour la saison de Super Rugby.
Simione Kuruvoli honore sa première sélection en équipe des Fidji face à la Géorgie le 5 décembre 2020.
En 2023, il fait partie de la sélection des Fidji pour participer à la Coupe du monde organisée en France. Il entre en jeu lors du premier match face au pays de Galles puis est titularisé contre l'Australie. Face aux Wallabies, il inscrit 14 points au pied et est un grand artisan de la victoire historique de ses compatriotes.
Simione Kuruvoli est aussi un joueur de batterie.